# Гимназија са домом ученика за талентоване ученике „Бољаи” (Сента)
Гимназија са домом ученика за талентоване ученике „Бољаи” је средња школа и гимназија која се налази у Сенти на Главном тргу 12. Гимназија је прва и једина математичка гимназија на територији Војводине са наставом на мађарском језику. Налази се у Севернобанатском школском округу.

## Опште информације
Образовно-васпитни рад се реализује на мађарском језику. Школа је део наставно- културног центра што значи да можемо користити у настави и просторије Дома стваралаштва, својину Градске библиотеке као и збирке Завода за културу војвођанских Мађара.
Тренутно имамо 139 ученика који су нам дошли из 33 места, са целокупне територије покрајине Војводине. Циљ нам је да из школе излазе стручно усавршени млади људи који су спремни учинити нешто за своју средину, као и да подржимо младе који нам долазе из средина у којима су Мађари, са популацијске тачке гледишта, у мањини. Настава се одржава у преподневним часовима. Ово је утврђено од стране државе и већ постојећих планова и програма осталих гимназија оваквог усмерења. По њима, већину часова чине математика, информатика и физика. Школа је у потпуности нова,, са добро опремљеним и естетски уређеним учионицама. Велику пажњу посвећујемо набавци наставних средстава и на том пољу смо, у року од једне године, постигли сам врхунац.
Ученици школе долазе из преко 30 места, са целокупне територије покрајине Војводине. Школа је као циљ поставила да из ње излазе стручно усавршени млади људи, који су спремни учинити нешто за своју средину, као и да се подрже млади који долазе из средина у којима су Мађари, са популацијске тачке гледишта, у мањини. Планови и програми су утврђени од стране министарства просвете. По њима већину часова чине математички предмети, информатика, рачунарствo, програмирање и физика, односно стручни предмети из ликовних стваралаштва. Школа располаже са добро опремљеним и естетски уређеним учионицама. Велика пажња се посвећује набавци наставних средстава.

## Историјат
Гимназија са домом ученика за талентоване ученике «Бољаи» - делимично пренета оснивачка права над 50% («Службени лист АПВ» 5/11 од 15. 04. 2011)
Школа је основана 22. априла 2003. године, под називом Гимназија за талентоване ученике природно- математичког усмерења. Оснивач је било Извршно веће Аутономне Покрајине Војводине. Након положеног пријемног испита из математике, 20 ученика је започело своје средњошколско образовање у септембру исте године. Исти ти ученици су полагали матуру 2006. године. Школа је 29. јуна 2004. године променила име на: Гимназија са домом ученика за талентоване ученике Бољаи у Сенти. Године 2008. установа је акредитовала уметнички смер за ликовне техничаре, а 2018. године гимназијско одељење за ученике са посебним способностима за рачунарство и информатику.

## Подручја рада и профили
Гимназија Сента има следећа подручја рада и профиле:
- општи тип
- друштвено-језички смер

## Статистика

### Гимназија
Број ученика уписаних у школу:
| Школска година | Број ученика                                                            |
| -------------- | ----------------------------------------------------------------------- |
| 2024/25        | 139 (из 33 места са целокупне територије Аутономне покрајине Војводине) |
| 2023/24        | 205                                                                     |
| 2022/23        | 221                                                                     |
| 2021/22        | 219                                                                     |
| 2020/21        | 200                                                                     |
| 2019/20        | 187                                                                     |
| 2003/04        | 20                                                                      |

### Дом ученика
Број ученика смештених у Дому ученика
| Школска година | Број ученика |
| -------------- | ------------ |
| 2021/22        | 150          |
| 2020/21        | 150          |
| 2019/20        | 150          |
| 2018/19        | 150          |